# 条纹叫姑鱼
条纹叫姑鱼（学名：Johnius fasciatus）为輻鰭魚綱鱸形目鱸亞目石首鱼科叫姑鱼屬的鱼类。在中国，分布于南海、台湾海峡等海域，一般栖息于近海暖水性底层。该物种的模式产地在中国。